# Бурмакино (рабочий посёлок, Некрасовский район)
Бурма́кино — рабочий посёлок в Некрасовском районе Ярославской области России. Административный центр сельского поселения Бурмакино.

## География
Расположен на реке Туношонка, в 35 км к юго-востоку от Ярославля. В посёлке имеется железнодорожная станция Бурмакино на линии Ярославль — Нерехта.

## История
Посёлок возник вокруг воинской части и здесь изначально проживали её служащие. В 1943 году он получил статус рабочего посёлка. Название он получил по находящемуся в 4 км к западу селу Бурмакино, которым в старину владели ярославские князья Троекуровы.
В 1944—1959 годах пгт был центром Бурмакинского района.
Ежегодно в последнее воскресенье июля в Бурмакино проводится празднование Дня ВМФ, поскольку местные воинские части относятся к Военно-морскому флоту.

## Население
| 1914  | 1959  | 1970  | 1979  | 1989  | 2002  | 2007  | 2009  | 2010  |
| ----- | ----- | ----- | ----- | ----- | ----- | ----- | ----- | ----- |
| 11    | ↗4839 | ↘4425 | ↘3903 | ↘3800 | ↘3389 | ↘3188 | ↘3126 | ↘2945 |
| 2011  | 2012  | 2013  | 2014  | 2015  | 2016  | 2017  | 2018  | 2019  |
| ↘2900 | ↘2812 | ↘2705 | ↘2622 | ↘2598 | ↘2477 | ↘2455 | ↘2368 | ↘2263 |
| 2020  | 2021  |       |       |       |       |       |       |       |
| ↘2259 | ↗2610 |       |       |       |       |       |       |       |

### Известные жители
- Рудкин, Юрий Дмитриевич (р. 1951) — народный депутат РСФСР, член Верховного Совета РСФСР (1990—1991); судья Конституционного суда России (1991—1998).
- Шилков, Александр Анфимович (1915—1972) — лётчик Великой отечественной войны, Герой Советского Союза (1944; лишён звания в 1961).

## Экономика
В Бурмакино имеются молочный завод, завод металлоизделий.

## Инфраструктура
В посёлке функционируют школа, детский сад, больница и гериатрический центр, дом культуры, стадион.

## Достопримечательности
В 2014—2016 гг. в посёлке была построена церковь Новомучеников и исповедников Церкви Русской.